# Rašid al-Din Hamadani
Rašid al-Din Fadlulah Hamadani ili Rašid al-Din Tabib (Hamadan, Iran, 1247. – Tabriz, Iran, 1318.) bio je utjecajni perzijski državnik, povjesničar i liječnik za vrijeme Ilhanidskoga Carstva. 
Rođen u židovskoj obitelji u Hamadanu, prešao je na islam u dobi od trideset godina i kasnije postao vezir mongolskih Ilkana. Njegovo najvažnije djelo, „Jami at-Tavarik” („Zbirka kronika”), smatra se ključnim izvorom o povijesti Mongolskog Carstva. Djelo je naručio ilkan Gazan i pokriva povijest mongolskih plemena i naroda s kojima su Mongoli imali kontakt. 
Rašid al-Din osnovao je akademsku zakladu u Tabrizu i uveo napredne procese tiska za reprodukciju knjiga. Također je poticao prevođenje između arapskog i perzijskog jezika. Godine 1318. optužen je za trovanje ilkana Oltjeitua i pogubljen je. 
Njegovo židovsko podrijetlo spominjano je nekoliko puta tijekom suđenja, a stoljeće nakon smrti njegovi su posmrtni ostaci preneseni s muslimanskog na židovsko groblje. Jedan je od najistaknutijih osoba u Perziji tijekom mongolske vladavine. Iako su mnogi njegovi rukopisi izgubljeni, Rašid al-Din je ostavio za sobom važan povijesni materijal o mongolskom razdoblju i smatra se pionirom univerzalne historiografije.